# 帖木儿不花 (广宁王)
帖木儿不花（?—?），元朝宗室，按浑察的儿子，彻里帖木儿的孙子，瓮吉剌台的曾孙，别勒古台儿子口温不花的曾孙。
其父按浑察至顺元年（1330年）封广宁王，至正十三年（1353年）薨。至正十四年（1354年）春正月初九壬申，元顺帝命帖木兒不花袭封广宁王，赐钞一千锭。元顺帝时有三位帖木儿不花：广宁王帖木儿不花；宣宁王、丞相帖木儿不花；宣让王、淮王帖木儿不花。